# Марина ди Скијавонеа (Козенца)
Марина ди Скијавонеа је насеље у Италији у округу Козенца, региону Калабрија.
Према процени из 2011. у насељу је живело 7743 становника. Насеље се налази на надморској висини од 2 м.